# Prosadigt
Prosadigte har ikke faste mønstre (rim), men gør i stedet for brug af andre lyriske virkemidler, som rytme, klang og sproglige billeder.
Prosadigte er fortællende digte – kan også beskrives som en lille historie.[kilde mangler]
Digtet kan være skrevet i strofisk form med et ens eller forskelligartet antal verselinjer. Her er det mere indholdet der tæller, f.eks. kan det være samfundspolitisk eller nærværende over for ting der sker.[kilde mangler] Her er ikke andre rim i indholdet end bogstavrim.
Franske Charles Baudelaire (1821-1867) betragtes som en af de første, der skrev prosadigte.
På dansk regnes Johannes V. Jensen som en af de første til at benytte genren, specielt nævnes digtene fra hans digtsamling i 1906 med blandt andet Ved Frokosten og Paa Memphis Station. I Norge var Sigbjørn Obstfelders Smaating i Prosa (fra Efterladte Arbeider, 1903) og Vilhelm Krags Nat: Digte i Prosa (1892) blandt de tidligste skrevne prosadigte.